# Katedra św. Augustyna w Jamusukro
Katedra św. Augustyna w Jamusukro (fr. Cathédrale Saint-Augustin de Yamoussoukro) – główna świątynia rzymskokatolickiej diecezji Jamusukro na Wybrzeżu Kości Słoniowej. Mieści się w Jamusukro, obecnej stolicy kraju.
Została wybudowana w 1960 roku. Od 1992 roku jest kościołem katedralnym. Posiada wolnostojącą dzwonnicę.